# José María Basanta
José María Basanta Pavone (nascut el 3 d'abril de 1984) és un futbolista argentí que juga com defensor per al CF Monterrey a Mèxic.